# Enzyklopädie des Holocaust

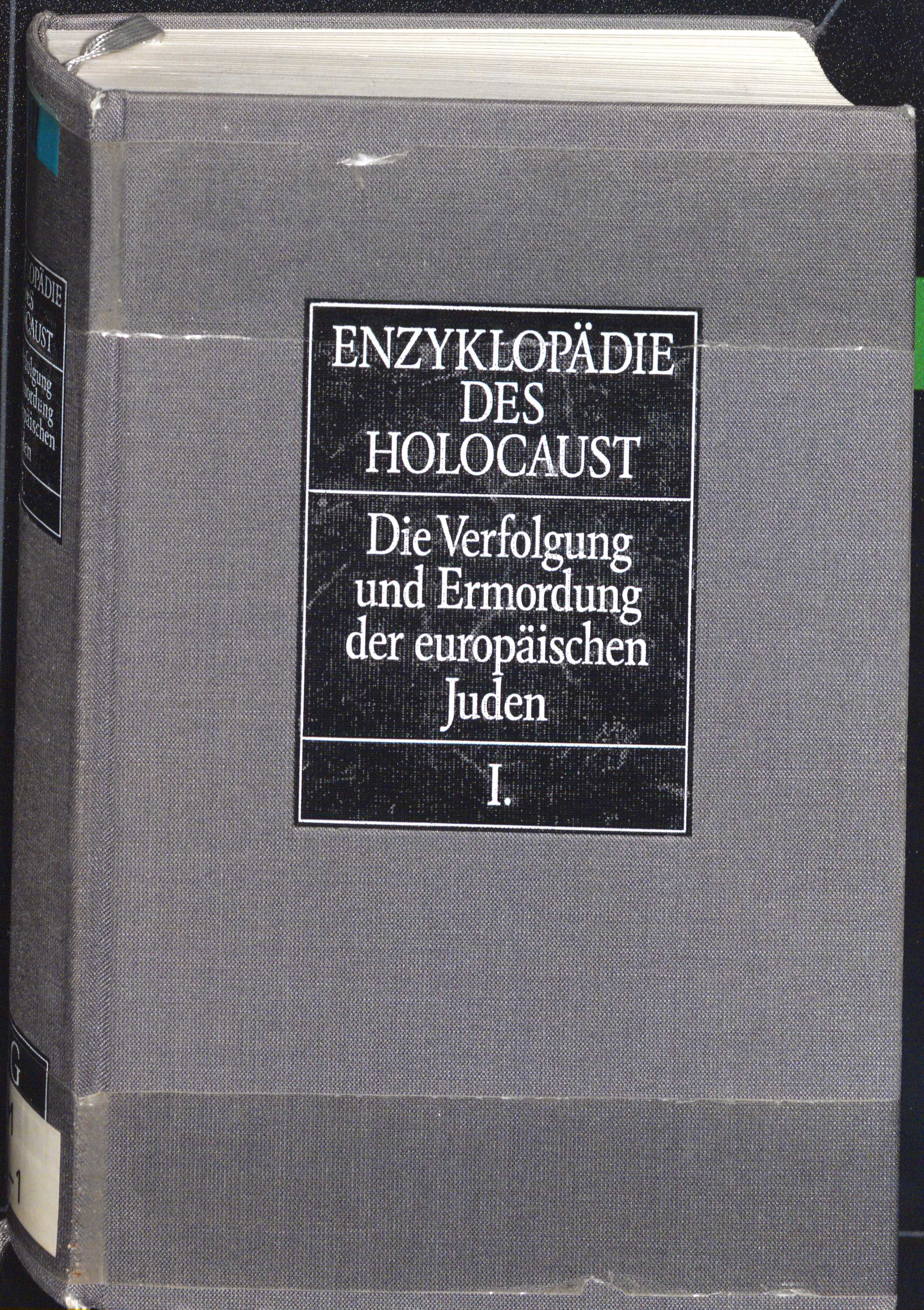
Enzyklopädie des Holocaust

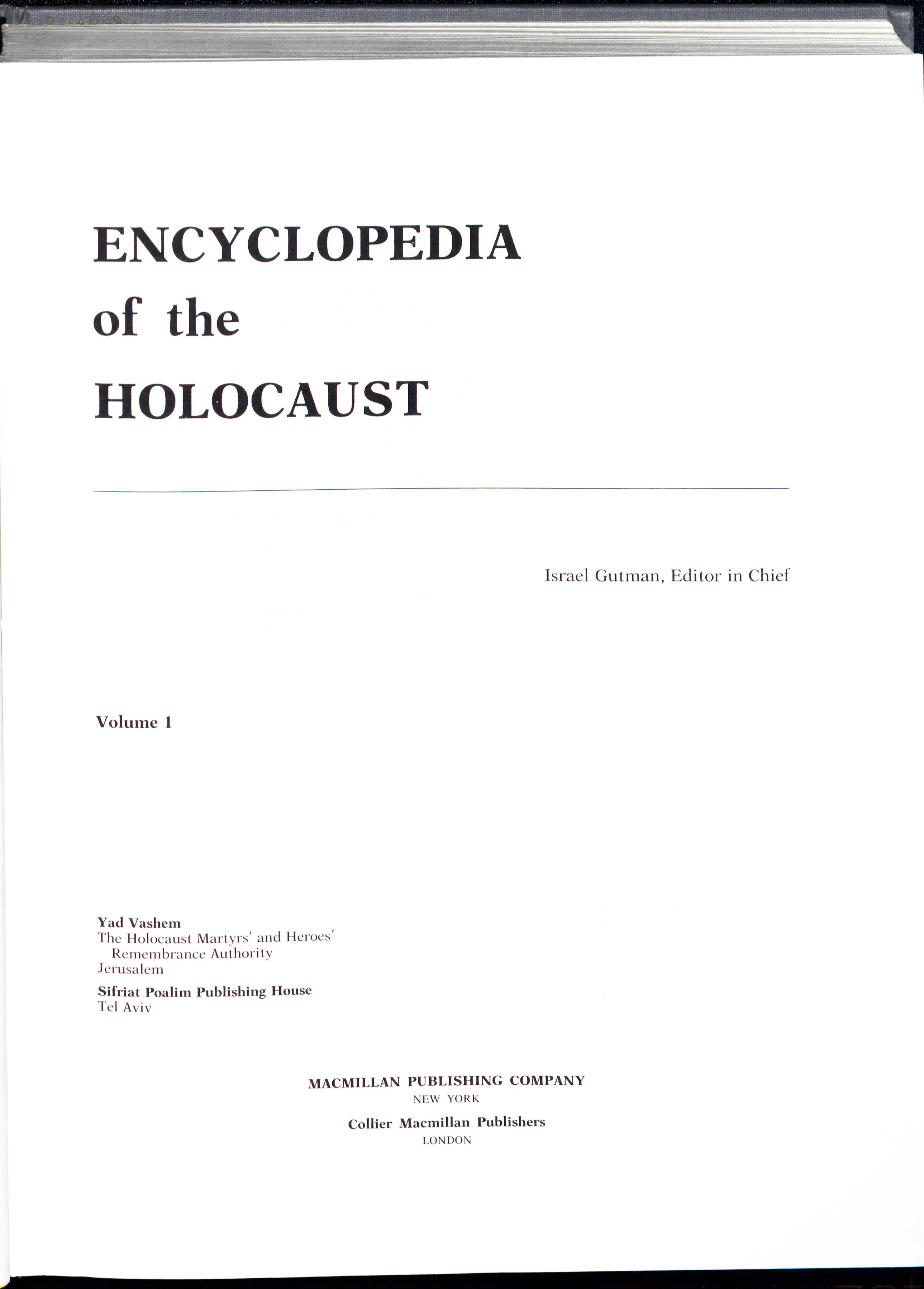
Encyclopedia of the Holocaust

Die Enzyklopädie des Holocaust ist ein international verwendetes Nachschlagewerk, das mehr als eintausend Einträge zu Stichworten über Maßnahmen der Unterdrückung, Ghettoisierung, Deportation und Vernichtung der Juden in der Zeit des Nationalsozialismus sowie zum Widerstand aus Sicht der Opfer enthält.

## Ausgaben
Die hebräische Erstfassung mit namentlich gekennzeichneten Beiträgen von mehr als einhundert Autoren aus weltweit verschiedenen Institutionen wurde durch ein Herausgebergremium unter Leitung von Israel Gutman zusammengestellt und erschien als dreibändiges Werk 1989 in Jerusalem bei Yad Vashem, danach 1990 als Übersetzung ins Englische in New York.
Unter dem Titel Enzyklopädie des Holocaust. Die Verfolgung und Ermordung der europäischen Juden folgte im Argon Verlag (Berlin) 1993 eine dreibändige deutschsprachige Ausgabe. 1995 erschien in Lizenz eine vierbändige Taschenbuchausgabe bei Piper, eine zweite Auflage dort 1998. Die deutsche Ausgabe unter der Ko-Herausgeberschaft von Eberhard Jäckel, Julius H. Schoeps und Peter Longerich war grundlegend neu bearbeitet, um „Aktualisierungen einzuarbeiten, einige Irrtümer zu bereinigen sowie Kürzungen und Ergänzungen vorzunehmen, um dem Wissensstand und dem Interesse des deutschen Publikums […] gerecht zu werden.“
In der deutschen Ausgabe sind die teils überarbeiteten Artikel nicht mehr namentlich gekennzeichnet. Die Verfasser sind jedoch in der Ausgabe von 1998 in einem Anhang aufgeführt.

## Internationales Herausgebergremium
- Yitzhak Arad, Yad Vashem, Jerusalem
- Yehuda Bauer, Hebräische Universität, Jerusalem
- Randolph L. Braham, City University of New York
- Martin Broszat (1926–1989), Universität München
- Christopher R. Browning, University of North Carolina
- Richard I. Cohen, Hebräische Universität, Jerusalem
- Henry L. Feingold, City University of New York
- Saul Friedländer, Tel Aviv University
- Martin Gilbert, University of London
- Andreas Hillgruber (1925–1989), Universität Köln
- Eberhard Jäckel, Universität Stuttgart
- Steven Katz, Boston University, USA
- Shmuel Krakowski, Yad Vashem, Jerusalem
- Otto Dov Kulka, Hebräische Universität, Jerusalem
- Dov Levin, Hebräische Universität, Jerusalem
- Czesław Madajczyk, Polnische Akademie der Wissenschaften, Warschau
- Michael Marrus, University of Toronto
- György Ránki, Ungarische Akademie der Wissenschaften, Budapest
- Jehuda Reinharz, Brandeis University, USA
- Shmuel Spector, Yad Vashem, Jerusalem
- Jerzy Tomaszewski, Universität Warschau
- Aharon Weiss, Yad Vashem; University of Haifa
- Leni Yahil, University of Haifa
- Geoffrey Wigoder, nur in der englischsprachigen Ausgabe

## Kritik
Auch die deutsche „stark, aber immer noch unzureichend“ überarbeitete Fassung war nach einer Beurteilung Nicolas Bergs von 2003 schon beim Erscheinen veraltet.
Wolfgang Scheffler unterzog 1994 die deutsche Ausgabe einer ausführlichen Kritik. Eines der Probleme bestehe in der unterschiedlichen Qualität der Beiträge und Fachkenntnis der Autoren in der zu Grunde liegenden Originalausgabe. Zum anderen habe sich das verfügbare Wissen erheblich erweitert – beispielsweise durch die seit 1990 zugänglichen Archivbestände des früheren Ostblocks. Nicht berücksichtigt worden sei auch das wertvolle Material aus zahlreichen Gerichtsverhandlungen zu nationalsozialistischen Verbrechen.
Scheffler beanstandet, dass die Herausgeber und Mitarbeiter der deutschen Ausgabe das Manuskript trotz knapper Zeit nicht einer sorgfältigeren Durchsicht unterzogen hätten. Fehler, Irrtümer und widersprüchliche Darstellungen dürften Revisionisten und Holocaustleugnern keinen Ansatzpunkt liefern. Etliche Lemmata wie Antisemitismus oder Endlösung seien vorzüglich dargestellt und spiegelten den aktuellen Forschungsstand von 1993 wider. In vielen Artikeln über einzelne Ereignisse, Ortschaften, Ghettos, Lager, Personen oder Institutionen fänden sich jedoch auch in der deutschen Fassung Fehler, die hätten vermieden werden können. Offenbar wussten viele Verfasser nicht, dass in deutschen NS-Gerichtsprozessen umfangreiche Ermittlungsergebnisse zu finden und auszuwerten waren. Scheffler bemängelt als ein „substantielles Versäumnis“, dass ein der Forschung entsprechender thematischer und zahlenmäßiger Überblick zu den Ermittlungen der Zentralen Stelle der Landesjustizverwaltungen und ein Hinweis auf die „Sammlung deutscher Strafurteile wegen nationalsozialistischer Tötungsverbrechen“ fehlen.
In den beigefügten Karten vermisst Scheffler zum Verständnis wichtige Distriktsgrenzen, zeigt exemplarisch Fehler auf und urteilt: „Mit der einer ‚Enzyklopädie‘ entsprechenden wissenschaftlichen Genauigkeit hat das […] Kartenmaterial […] nichts zu tun.“ Scheffler zeigt in den folgenden fünf Druckseiten weitere Mängel in Artikeln zu Deportation, Danzig, Kowno, Theresienstadt, Zyklon B, Reichsvereinigung, Sicherheitsdienst des Reichsführers SS und Krematorien von Birkenau auf. Die im Anhang abgedruckte „Chronologie“ wird als willkürliche Zusammenstellung kritisiert, bei der wichtige Ereignisse fehlen.
Die Enzyklopädie enthält laut Scheffler eine Fülle an Irrtümern oder Fehlern, Weglassungen entscheidender Fakten, Widersprüchen und schlechten oder missverständlichen Formulierungen, die in dieser Menge nicht vorkommen dürften. Auch wenn die deutschsprachige Neubearbeitung besser sei als die mit Fehlern gespickte englischen Ausgabe, sei eine Neubearbeitung dringend nötig.